# Gymnotecjum

Od lewej: apotecjum, perytecjum, klejstotecjum i gymnotecjum

Gymnotecjum (łac. gymnothecium l. mn. gymnothecia) – rodzaj owocnika u workowców (askokarpu), w którym worki są rozmieszczone w luźnej sieci strzępek. Jest to owocnik zamknięty, podobny do klejstotecjum, jednak w odróżnieniu od niego nie posiada wyraźnej ściany. Luźna sieć strzępek otaczających worki często tworzy wyszukane zwoje lub kolce. Gymnotecja występują np. u grzybów z rodzajów Gymnoascus, Talaromyces, Arthroderma.